# Маняк
Маняк (баш. Мәнәк) — деревня в Краснокамском районе Республики Башкортостан Российской Федерации. Входит в состав Новобуринского сельсовета.

## География

### Географическое положение
Расстояние до:
- районного центра (Николо-Берёзовка): 64 км,
- центра сельсовета (Новая Бура): 7 км,
- ближайшей ж/д станции (Нефтекамск): 57 км.

## Население
| 2002 | 2009 | 2010 |
| ---- | ---- | ---- |
| 309  | →309 | ↘281 |

Национальный состав
Согласно переписи 2002 года, преобладающая национальность — марийцы (95 %).